# Brocadia anammoxidans
Candidatus Brocadia anammoxidans — анаеробна хемолітоавтотрофна кокова бактерія роду Brocadia, вперше виділена зі споруд для очищення стічних вод в Делфті, Нідерланди, також проводяться роботи по акліматизації прісноводих анаеробних бактерій роду Brocadia, що окисняють амоній, до сточних вод з підвищеною мінералізацією, крім того, представники виду були виявлені в Чорному морі. Представники виду здатні до анаеробного окиснення амонію в парі з редукцією нітриту через стадії утворення гідроксиламіну і гідразину з виділенням азоту. Основним ферментом процесу анаеробного окиснення амонію є гідроксиламін-гідроксиредуктаза, цей фермент локалізований в спеціалізованих компартментах — анамоксисомах. Анамоксисоми оточені одношаровою ліпідною мембраною, що містить т. з. ладдерани — ліпіди, що являють собою лінійно зв'язані кільця циклобутану. Бактерія здатна окисняти амоній спільно з іншими хемолітоавтотрофами — представниками роду Nitrosomonas, що здійснюють першу стадію нітрифікації амонію в аеробних умовах. Розроблені також методи in situ детекції бактерій Brocadia anammoxidans.

## Застосування
Мікроорганізми, що здійснюють аеробне окиснення амонію, давно використовуються в біоочищенні стічних вод. Brocadia anammoxidans також почала використовуватися в біоочищенні стічних вод від іонів амонію. Перевагами Brocadia anammoxidans перед аеробними нітрификаторами є відсутність потреби в кисні, продукція газоподібного азоту замість нітриту і нітрату, як при процесах нітрифікації, і вища технологічність, зараз розробляються моделі біореакторів, засновані на анаеробному окисненні амонію, перспективно також використання цієї бактерії в морських системах аквікультури.

## Ресурси Інтернету
- Candidatus Brocadia anammoxidans [Архівовано 22 липня 2008 у Wayback Machine.]
- «Candidatus Brocadia anammoxidans» Jetten et al. 2001. — Names included in the category Candidatus (Taxonomic category not covered by the Rules of the Bacteriological Code)
- Genome Project Brocadia anammoxidans project at Univ. Nijmegen
- Bacteria Eat Human Sewage, Produce Rocket Fuel Brian Handwerk November 9, 2005 [Архівовано 16 вересня 2008 у Wayback Machine.]
- www.anammox.com
- Микроб с ракетным топливом будет чистить канализацию [Архівовано 21 березня 2009 у Wayback Machine.]
- Через нечистоты к звёздам
- Электронная микрофотография Brocadia anammoxidans